# Джонс, Велус
Велус Тайлер Филлип Джонс—младший (англ. Velus Tyler Phillip Jones Jr.; 11 мая 1997, Мобил, Алабама) — профессиональный американский футболист, принимающий клуба НФЛ «Чикаго Беарс». На студенческом уровне выступал за команды Южно-Калифорнийского университета и университета Теннеси. Лучший игрок спецкоманд конференции SEC в 2021 году. На драфте НФЛ 2022 года был выбран в третьем раунде.

## Биография
Велус Джонс родился 11 мая 1997 года в Мобиле. В футбол начал играть в возрасте четырёх лет. Когда ему было восемь лет, семья переехала в Сараленд, где он позднее окончил старшую школу. В составе футбольной команды школы Джонс выступал на позиции принимающего, несколько раз включался в состав сборной звёзд региона и штата, играл в финале чемпионата Алабамы.

### Любительская карьера
В 2016 году Джонс поступил в Южно-Калифорнийский университет. Первый сезон он провёл в статусе освобождённого игрока, не принимая участия в официальных матчах команды. В 2017 году он дебютировал в турнире NCAA и сыграл в четырнадцати матчах как основной специалист по возвратам начальных ударов и запасной принимающий. В сезоне 2018 года Джонс начал выходить на поле в стартовом составе. В двенадцати матчах турнира он набрал 266 ярдов и занёс один тачдаун на приёме. По итогам года издание Pro Football Focus включило его в состав второй сборной звёзд конференции Pac-12 как игрока специальных команд. Затем роль Джонса в нападении команды снова сократилась, в 2019 году он принял участие в двенадцати матчах, в основном как возвращающий. В декабре 2019 года он получил диплом бакалавра в области социологии.
В 2020 году Джонс перевёлся в университет Теннесси. В составе новой команды он также занял место основного специалиста по возвратам и в шести из десяти матчей сезона выходил на поле одним из стартовых принимающих. По итогам турнира он стал лидером конференции SEC по набранным на возвратах ярдам. Его три тачдауна на приёме стали вторым результатом в команде. В 2021 году Джонс закрепился в стартовом составе «Теннесси». Он сыграл во всех тринадцати играх команды и стал единственным в NCAA игроком, за один сезон заработавшим 800 ярдов на приёме, 600 ярдов на возвратах начальных ударов и 200 ярдов на возвратах пантов. По итогам года Джонс получил награду лучшему игроку специальных команд в конференции. В декабре 2021 года он получил диплом магистра управления в сельском хозяйстве и образовании.

#### Статистика выступлений в NCAA
| Сезон | Команда            | Игры | Приём | Приём | Приём | Приём | Вынос | Вынос | Вынос | Вынос |
| Сезон | Команда            | Игры | Rec   | Yds   | Y/A   | TD    | Att   | Yds   | Y/A   | TD    |
| ----- | ------------------ | ---- | ----- | ----- | ----- | ----- | ----- | ----- | ----- | ----- |
| 2016  | ЮСК Тродженс       | —    | —     | —     | —     | —     | —     | —     | —     | —     |
| 2017  | ЮСК Тродженс       | 14   | 6     | 46    | 7,7   | 0     | 5     | 15    | 3,0   | 0     |
| 2018  | ЮСК Тродженс       | 12   | 24    | 266   | 11,1  | 1     | 6     | 13    | 2,2   | 1     |
| 2019  | ЮСК Тродженс       | 12   | 6     | 35    | 5,8   | 0     | 0     | 0     | 0,0   | 0     |
| 2020  | Теннесси Волантирс | 10   | 22    | 280   | 12,7  | 3     | 3     | 16    | 5,3   | 0     |
| 2021  | Теннесси Волантирс | 13   | 62    | 807   | 13,0  | 7     | 1     | 15    | 15,0  | 0     |
| Всего | Всего              | 61   | 120   | 1434  | 12,0  | 11    | 15    | 59    | 3,9   | 1     |

### Профессиональная карьера
Перед драфтом НФЛ 2022 года издание Bleacher Report прогнозировало игроку выбор в пятом раунде. Аналитик Деррик Классен сравнивал Джонса с Девином Дювернеем, отмечая его полезность в составе специальных команд и ограниченность как принимающего. К плюсам игрока Классен относил очень высокую скорость, умение отрываться от защитников, опасность при передачах в глубину поля. Среди недостатков назывались небольшое дерево маршрутов и не лучшее их прохождение, ошибки при приёме мяча в борьбе и на скорости.
На драфте Джонс был выбран «Чикаго» в третьем раунде под общим 71 номером. В мае 2022 года он подписал с клубом четырёхлетний контракт. В регулярном чемпионате НФЛ он дебютировал в матче четвёртой недели сезона против «Нью-Йорк Джайентс».

#### Статистика выступлений в НФЛ

##### Регулярный чемпионат
| Сезон | Команда      | Игры | Приём | Приём | Приём | Приём | Вынос | Вынос | Вынос | Вынос |
| Сезон | Команда      | Игры | Rec   | Yds   | Y/A   | TD    | Att   | Yds   | Y/A   | TD    |
| ----- | ------------ | ---- | ----- | ----- | ----- | ----- | ----- | ----- | ----- | ----- |
| 2022  | Чикаго Беарс | 6    | 3     | 24    | 8,0   | 1     | 3     | 41    | 13,7  | 0     |
| Всего | Всего        | 6    | 3     | 24    | 8,0   | 1     | 3     | 41    | 13,7  | 0     |

* На 25 ноября 2022 года